# Tesla a.s.

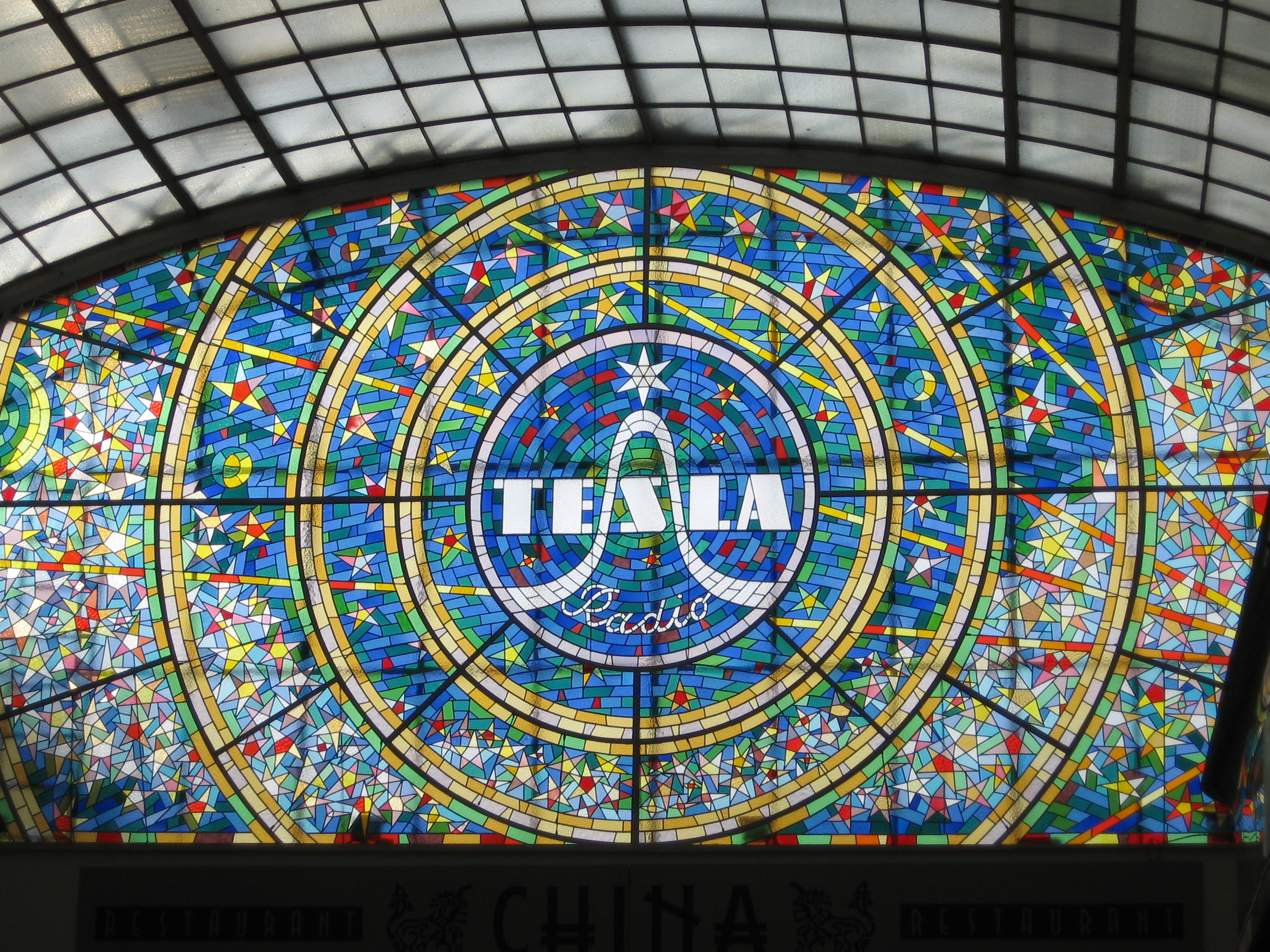
Bleiverglasung mit Logo als Werbung für Tesla Radio in der Prager Světozor-Passage (mit Wechselstromwelle und Funkenstern)

Tesla (in Bezug auf Nikola Tesla, auch als Backronym Technika slaboproudá, deutsch etwa „Niederspannungstechnik“) war ab 1946 ein großer staatseigener Verbund von Elektronikproduzenten in der Tschechoslowakei.
Davon übrig geblieben sind heute eine Handelsmarke sowie Namensbestandteile existierender Unternehmen in der Slowakei und in Tschechien.

## Geschichte
Das Unternehmen wurde am 18. Januar 1921 als Elektra gegründet. Zwischen 1932 und 1945 gehörte es zu Philips. Nach dem Zweiten Weltkrieg wurde es zu einem staatseigenen Konzern aus Elektronikunternehmen, der seit 7. März 1946 unter dem Namen TESLA unter anderem in den Bereichen Funk- und Radartechnik vorrangig die sozialistischen Staaten belieferte.
Sozialistische Exportländer waren zum Beispiel auch Syrien und Ägypten.
Seit 1991 arbeitete das Werk im südböhmischen Vimperk für die Firma Rohde & Schwarz.
Die ehemaligen Tesla-Anlagen zur Elektronenröhren-Herstellung in der Slowakei werden von der 1993 gegründeten JJ Electronic weiterhin verwendet zur Produktion von Röhren für High-End Audio-Geräte und Gitarrenverstärker.
Die Sparte für passive Radargeräte wurde im Jahre 1994 als ERA a.s. ausgegründet.
Das Werk in Vimperk wurde 2001 an die Firma Rohde & Schwarz verkauft.
2007 wurde TESLA an einen irischen Investor vergeben und 2012 wieder vom tschechischen Management zurückgekauft.
Im Streit mit dem US-amerikanischen Elektroautohersteller Tesla, Inc. wurden diesem 2010 Nutzungsrechte an der Marke eingeräumt.

## Produkte
Das Produktspektrum von TESLA umfasste neben Systemen und Großgeräten beispielsweise auch elektronische Bauelemente, Lautsprecher, Telefone sowie Geräte der sogenannten Konsumgüterelektronik (Unterhaltungselektronik) wie Radios, Tonbandgeräte und Fernsehgeräte.
1945 begann die Produktion von Glühlampen, Elektronenröhren und Radiogeräten. Glühlampen der Marke Tesla fanden als Aktionsartikel ab 1980/2000 den Weg nach Österreich und Deutschland.
Ab Anfang der 1980er-Jahre begann man mit dem Nachbau verschiedener integrierter Schaltkreise, etwa dem MHB8080A, einem Klon des Mikroprozessors 8080 von Intel, der im zwischen 1989 und 1992 hergestellten Heimcomputer der Marke MAŤO verbaut ist und den MH3212, einen Nachbau des Intel-I/O-Chip 8212, der etwa im IQ 151 verwendet wurde.
Im deutschsprachigen Raum wurden TESLA-Erzeugnisse überwiegend in der DDR bekannt, da sie oft als nicht konkurrenzfähig auf dem Weltmarkt galten. Im Bereich des RGW besaß TESLA jedoch bei einigen Produkten eine Monopolstellung.
Dies betraf beispielsweise die Tonbandgeräte, die auf Grund ihrer hohen Qualität (für RGW-Verhältnisse) und ihres teilweise modernen Designs (ab B 90) in den 1980er Jahren in der DDR sehr schwer erhältlich waren (überwiegend in Berlin oder über den Genex-Katalog). Eine sehr gute Übersicht der Tesla-Tonbandgeräte ist im Internet zu finden.
TESLA produzierte auch in größerem Rahmen Flugsicherungsradargeräte, meist anfänglich als Lizenzproduktion eines sowjetischen Vorgängers mit nachfolgender Eigenentwicklung. Diese Radargeräte wurden im gesamten RGW eingesetzt und sind teilweise wegen ihrer robusten Mechanik noch in Betrieb und unterlagen nur einer umfassenden Modernisierung mit Umstellung von Röhren- auf Halbleitertechnologie. Dieser Teil der Produktion wurde in mehrere kleine Firmen aufgeteilt, welche weiterhin in diesem Geschäftsbereich auf dem Markt sind.
Ebenso produzierte Tesla die passiven Radargeräte KOPÁČ, Ramona und Tamara für militärische Zwecke.

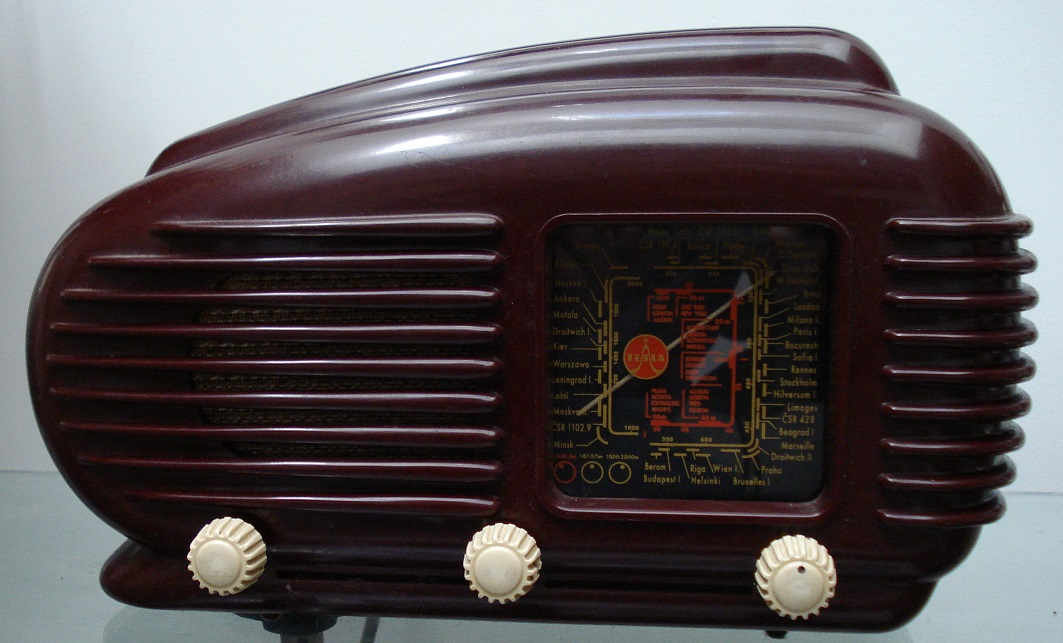
Talisman radio
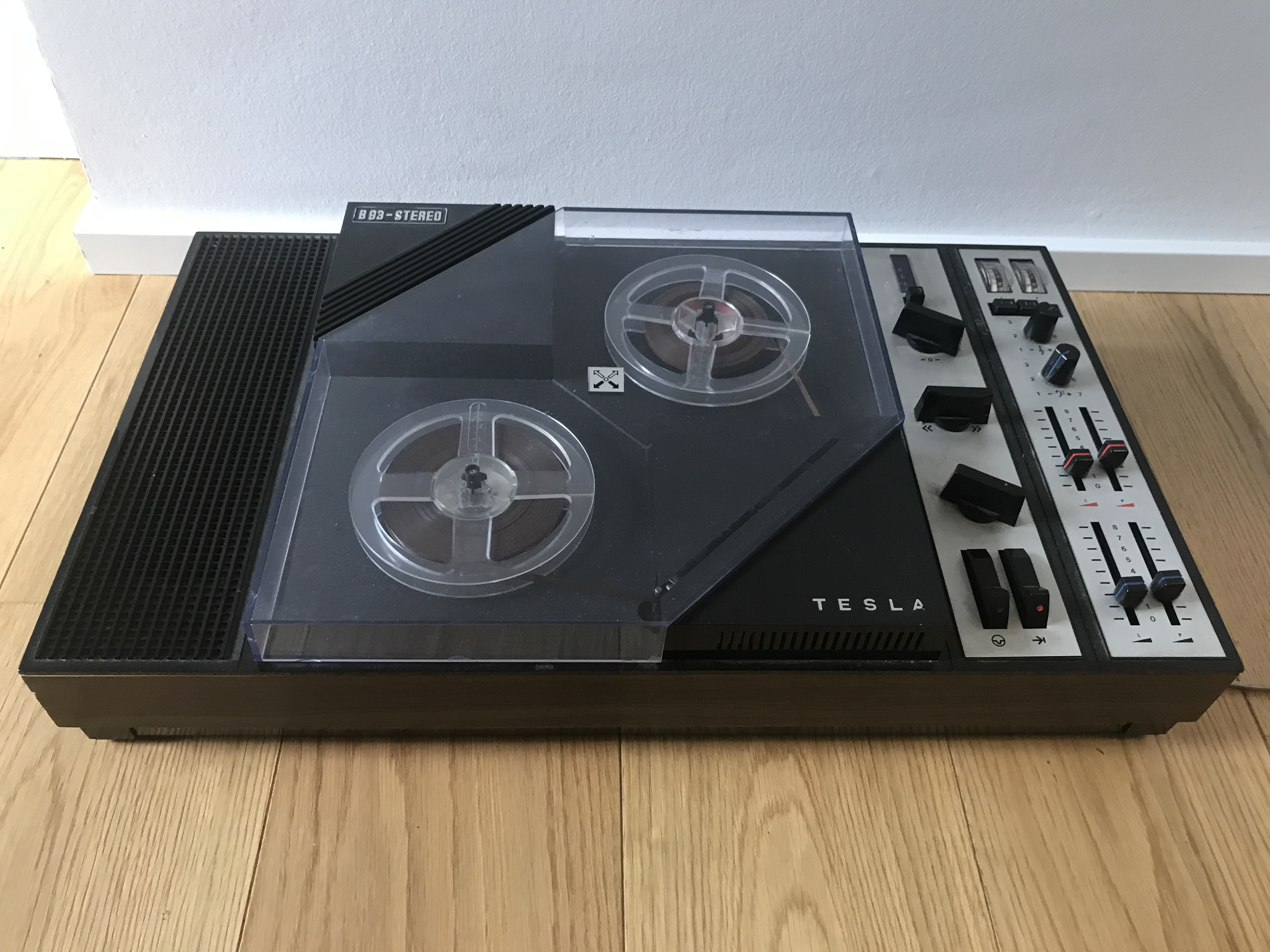
Tonbandgerät Tesla B93
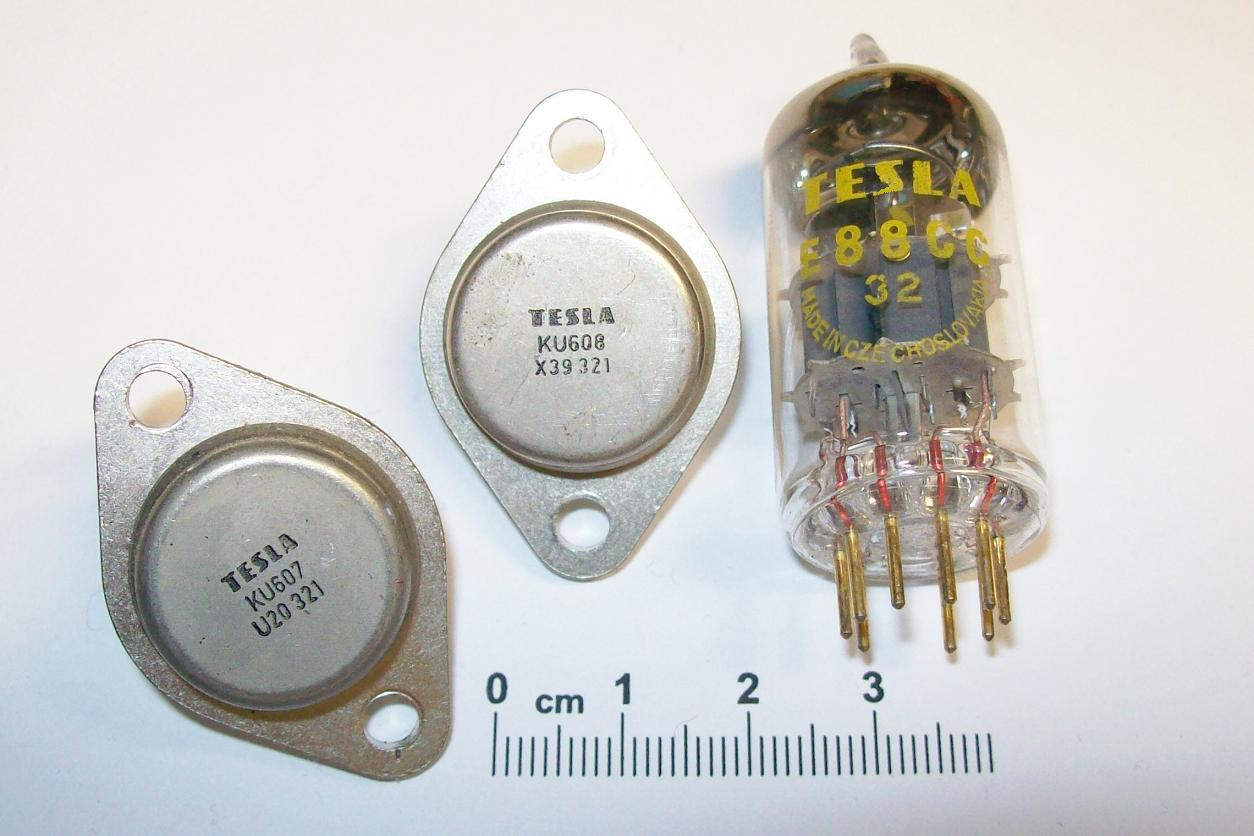
Elektronik-Bauteile von TESLA: (2 Leistungstransistoren im TO-3-Gehäuse und Elektronenröhre)
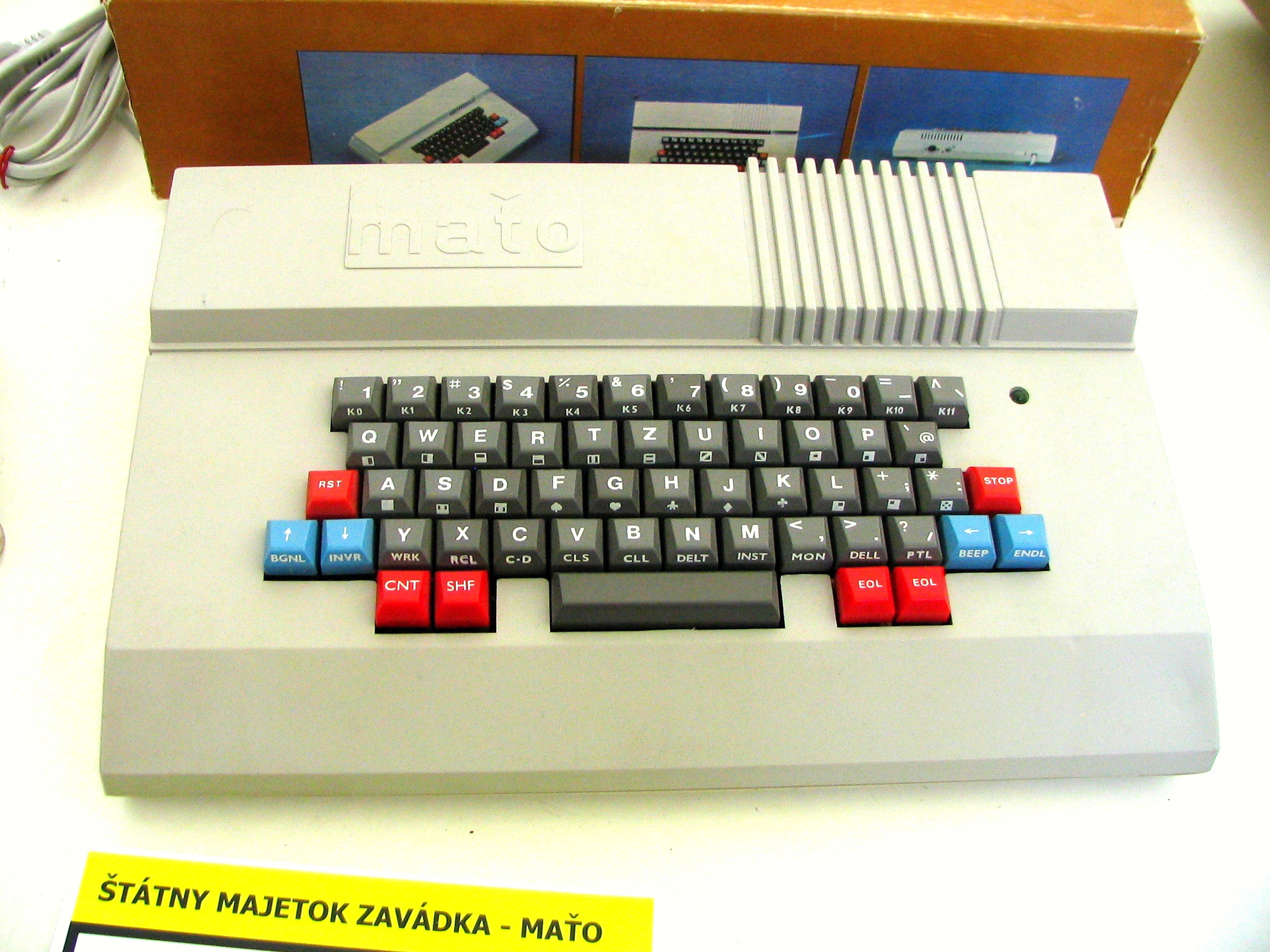
MAŤO, Heimcomputer 1989–1992
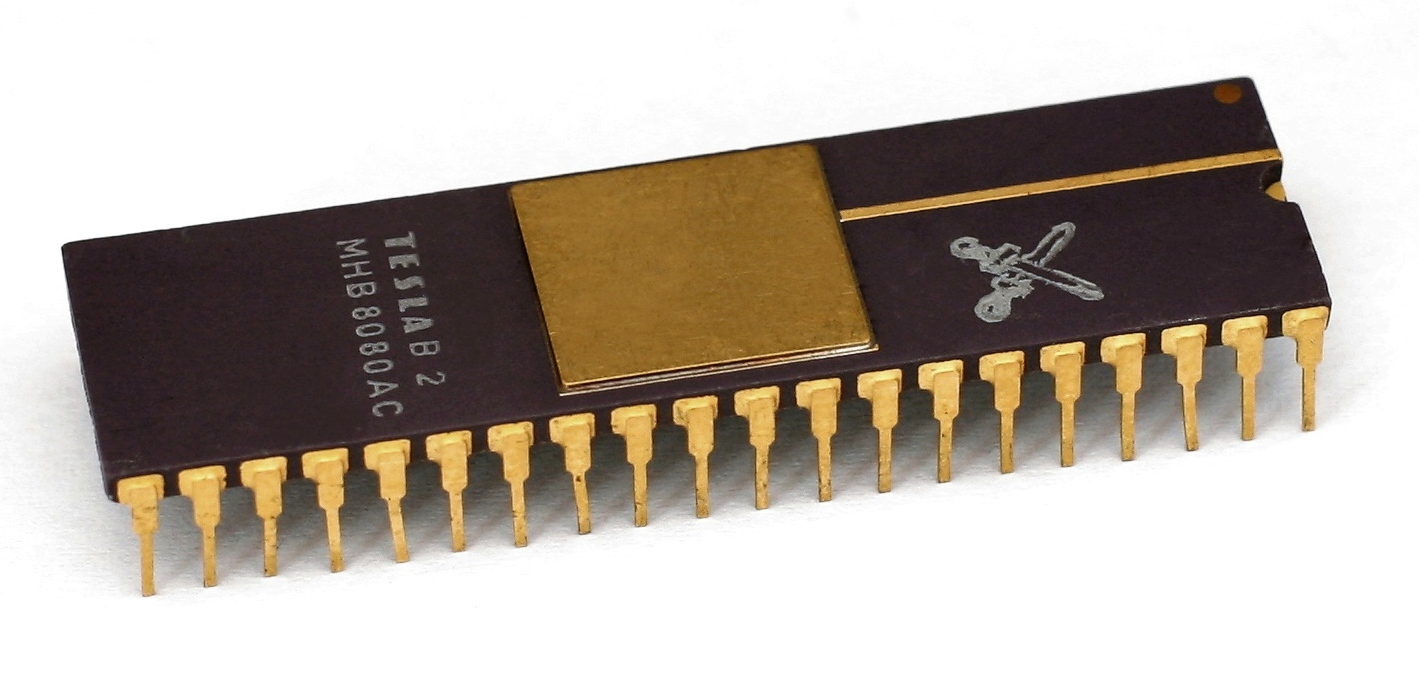
Tesla 8080 Prozessor-Klon